# Gustavo Cortez
Gustavo Orlando Cortez Quiñónez (Quinindé, Ecuador; 11 de octubre de 1997) es un futbolista ecuatoriano. Juega como lateral izquierdo y su equipo actual es el Independiente del Valle de la Serie A de Ecuador.

## Trayectoria
Realizó las categorías inferiores en los clubes Panamá Sporting Club y Norte América, en este último club debutó en el fútbol profesional en 2013 en el torneo de Segunda Categoría del Guayas.
Después sus derechos deportivos fueron adquiridos por Universidad Católica donde jugó en las categorías inferiores y reserva. 
En el 2015 es ascendido al plantel principal; disputando con el club camarata la Copa Sudamericana 2019, dónde fueron eliminados ante Independiente de Argentina en los Octavos de final.
En agosto de 2021 fue fichado a préstamo por un año por Racing Club de la Primera División de Argentina. En 2022 rescindió contrato con el club argentino y regresó a Universidad Católica.
El 11 de noviembre de 2022 se confirmó su fichaje por Independiente del Valle tras su vuelta al equipo cammarata.
Tras no entrar en planes de Independiente en enero de 2024 fue fichado por el Club Sport Emelec por un año con opción a compra. Volvió al club rayado tras terminar el torneo local.

## Selección nacional

### Categorías inferiores
Fue convocado a la selección sub-20 de Ecuador.

#### Participaciones en Sudamericanos
| Campeonato                              | Sede     | Resultado    | Partidos | Goles |
| --------------------------------------- | -------- | ------------ | -------- | ----- |
| Preolímpico Sudamericano Sub-23 de 2020 | Colombia | Primera fase | 4        | 0     |

## Estadísticas

### Clubes
Actualizado al último partido jugado el 19 de agosto de 2025.
| Club                              | Div.          | Temporada     | Liga  | Liga  | Copas nacionales | Copas nacionales | Copas internacionales | Copas internacionales | Total | Total |
| Club                              | Div.          | Temporada     | Part. | Goles | Part.            | Goles            | Part.                 | Goles                 | Part. | Goles |
| --------------------------------- | ------------- | ------------- | ----- | ----- | ---------------- | ---------------- | --------------------- | --------------------- | ----- | ----- |
| C. S. Norte América · Ecuador     | 3.ª           | 2013          | 1     | 0     | —                | —                | —                     | —                     | 1     | 0     |
| C. S. Norte América · Ecuador     | Total club    | Total club    | 1     | 0     | 0                | 0                | 0                     | 0                     | 1     | 0     |
| Universidad Católica · Ecuador    | 1.ª           | 2015          | 9     | 0     | —                | —                | 0                     | 0                     | 9     | 0     |
| Universidad Católica · Ecuador    | 1.ª           | 2016          | 5     | 0     | —                | —                | 0                     | 0                     | 5     | 0     |
| Universidad Católica · Ecuador    | 1.ª           | 2017          | 31    | 0     | —                | —                | 2                     | 0                     | 33    | 0     |
| Universidad Católica · Ecuador    | 1.ª           | 2018          | 37    | 0     | —                | —                | —                     | —                     | 37    | 0     |
| Universidad Católica · Ecuador    | 1.ª           | 2019          | 29    | 0     | 2                | 0                | 6                     | 1                     | 37    | 1     |
| Universidad Católica · Ecuador    | 1.ª           | 2020          | 24    | 0     | —                | —                | 2                     | 0                     | 26    | 0     |
| Universidad Católica · Ecuador    | 1.ª           | 2021          | 19    | 0     | —                | —                | 3                     | 0                     | 22    | 0     |
| Universidad Católica · Ecuador    | 1.ª           | 2022          | 4     | 0     | 1                | 0                | 3                     | 0                     | 8     | 0     |
| Universidad Católica · Ecuador    | Total club    | Total club    | 158   | 0     | 3                | 0                | 16                    | 1                     | 177   | 1     |
| Racing Club Argentina             | 1.ª           | 2021          | 0     | 0     | 0                | 0                | 0                     | 0                     | 0     | 0     |
| Racing Club Argentina             | Total club    | Total club    | 0     | 0     | 0                | 0                | 0                     | 0                     | 0     | 0     |
| Independiente del Valle · Ecuador | 1.ª           | 2023          | 16    | 0     | 1                | 0                | 7                     | 0                     | 24    | 0     |
| Emelec · Ecuador                  | 1.ª           | 2024          | 29    | 1     | 2                | 0                | —                     | —                     | 31    | 1     |
| Emelec · Ecuador                  | Total club    | Total club    | 29    | 1     | 2                | 0                | 0                     | 0                     | 31    | 1     |
| Independiente del Valle · Ecuador | 1.ª           | 2025          | 16    | 0     | 0                | 0                | 4                     | 0                     | 20    | 0     |
| Independiente del Valle · Ecuador | Total club    | Total club    | 32    | 0     | 1                | 0                | 11                    | 0                     | 44    | 0     |
| Total carrera                     | Total carrera | Total carrera | 220   | 1     | 6                | 0                | 27                    | 1                     | 253   | 2     |
| 1. 2.                             |               |               |       |       |                  |                  |                       |                       |       |       |

## Palmarés

### Campeonatos nacionales
| Título               | Club                    | Año  |
| -------------------- | ----------------------- | ---- |
| Supercopa de Ecuador | Independiente del Valle | 2023 |

### Campeonatos internacionales
| Título              | Club                    | Año  |
| ------------------- | ----------------------- | ---- |
| Recopa Sudamericana | Independiente del Valle | 2023 |